# John James (tennis)
John James, né le 7 mars 1951 à Adélaïde, est un joueur australien de tennis.

## Palmarès

### Finale en simple messieurs
| No | Date       | Nom et lieu du tournoi                               | Catégorie | Dotation | Surface      | Vainqueur      | Score         |  |
| -- | ---------- | ---------------------------------------------------- | --------- | -------- | ------------ | -------------- | ------------- |  |
| 1  | 10-07-1978 | Miller Lite Hall of Fame Championships, Newport (RI) |           | 75 000 $ | Gazon (ext.) | Bernard Mitton | 6-1, 3-6, 7-6 |  |

### Titres en double messieurs
| No | Date       | Nom et lieu du tournoi                            | Catégorie | Dotation | Surface      | Partenaire   | Finalistes                  | Score    |  |
| -- | ---------- | ------------------------------------------------- | --------- | -------- | ------------ | ------------ | --------------------------- | -------- |  |
| 1  | 31-12-1979 | Australian Hard Court Tennis Championships Hobart |           | 50 000 $ | Dur (ext.)   | Chris Kachel | Phil Davies Brad Guan       | 6-4, 6-4 |  |
| 2  | 05-01-1981 | South Australian Open Adélaïde                    |           | 50 000 $ | Gazon (ext.) | Colin Dibley | Eddie Edwards Craig Edwards | 6-3, 6-4 |  |

### Finales en double messieurs
| No | Date       | Nom et lieu du tournoi                              | Catégorie       | Dotation  | Surface         | Vainqueurs                   | Partenaire       | Score         |  |
| -- | ---------- | --------------------------------------------------- | --------------- | --------- | --------------- | ---------------------------- | ---------------- | ------------- |  |
| 1  | 01-11-1976 | Dewar Cup Londres                                   | Dewar Cup       | 100 000 $ | Moquette (int.) | David Lloyd John Lloyd       | John Feaver      | 6-4, 3-6, 6-2 |  |
| 2  | 24-10-1977 | Tournoi de tennis de Bâle Bâle                      |                 | 30 000 $  | Moquette (int.) | Mark Cox Buster Mottram      | John Feaver      | 7-5, 6-4, 6-3 |  |
| 3  | 31-07-1978 | Tournoi de tennis de Louisville Louisville          |                 | NC $      | NC              | Wojtek Fibak Víctor Pecci    | Victor Amaya     | 6-4, 6-7, 6-4 |  |
| 4  | 12-02-1979 | Longboat Key Pro Tennis Classic Sarasota            |                 | 50 000 $  | Moquette (int.) | Steve Krulevitz Ilie Năstase | Keith Richardson | 7-6, 6-3      |  |
| 5  | 09-07-1979 | Miller Lite Hall of Fame Championships Newport (RI) |                 | 100 000 $ | Gazon (ext.)    | Robert Lutz Stan Smith       | Chris Kachel     | 6-4, 7-6      |  |
| 6  | 08-10-1979 | South Pacific Tennis Classic Brisbane               | GP World Series | 50 000 $  | Gazon (ext.)    | Ross Case Geoff Masters      | Chris Kachel     | 7-6, 6-2      |  |
| 7  | 31-03-1980 | Palm Harbor Open Palm Harbor                        |                 | 50 000 $  | Dur (ext.)      | Paul Kronk Paul McNamee      | Steve Docherty   | 6-4, 7-5      |  |